# Darius Sinathrya
Daniel Sineon Darius Sinathrya Kartoprawiro est un acteur, presentateur, modele, chanteur et directeur sportif indonésienne né à Kloten en Suisse le 21 mai 1985.

## Biographie
Deuxième d'une famille de quatre enfants, il a été élevé dans la foi catholique, son père Pudjono S. Kartoprawiro était un expatrié indonésien qui travaillait en Europe comme employé de banque et sa mère Monica Elisabeth est suisse alémanique. Il n'a qu'un an, quand ses parents repartent vivre en Indonésie, ou son père a par la suite fonder un orphelinat à Yogyakarta.
Darius Sinathrya est un acteur habituer des comédies indonésiennes, mais il est devenu célèbre dans son pays depuis qu'il est devenu malgré son jeune âge en 2006, l'un des commentateurs sportifs de la Coupe du monde de football de 2006. Bien qu'il rêvait durant son enfance de devenir footballeur professionnel, il a depuis longtemps abandonner ce projet se révélant beaucoup plus doué pour le futsal, un sport qu'il considère "comme une meilleure alternative au football". Il a depuis été promu en 2010, manager de l'équipe nationale de futsal indonésienne.
Il épouse le 30 décembre 2006, la mannequin indonésienne Donna Agnesia à l'église catholique Santa Catharina de Jakarta. Ensemble ils ont eu deux fils : Lionel Nathan (né le 28 juin 2007) et Diego Andreas (né le 5 mai 2009) ainsi qu'une fille, Quinesha Sabrina (née le 1er mai 2011).

## Filmographie
- 2007  : D'Bijis
- 2007  : Naga Bonar (Jadi) 2
- 2007  : Pocong 3
- 2008  : Love
- 2009  : Merah Putih
- 2010 : Darah Garuda
- 2011 : Hati Merdeka
- 2012: Brokenhearts
- 2013 : Air Terjun Pengantin Phuket
- 2015 : Kacaunya Dunia Persilatan
- 2015 : Nada Untuk Asa